# Medvedîha, Ciudniv
Medvedîha (în ucraineană Медведиха) este un sat în așezarea urbană Ivanopil din raionul Ciudniv, regiunea Jîtomîr, Ucraina.

## Demografie
Componența lingvistică a localității Medvedîha
     Ucraineană (100%)
Conform recensământului din 2001, toată populația localității Medvedîha era vorbitoare de ucraineană (100%).